# Klavierkonzert (Skrjabin)

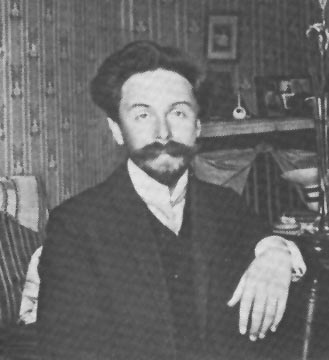
Alexander Skrjabin 1896

Das 1896/97 entstandene Klavierkonzert fis-Moll op. 20 von Alexander Nikolajewitsch Skrjabin (1872–1915) ist das einzige Solokonzert des russischen Komponisten.

## Entstehung
Das im Herbst 1896 in wenigen Tagen konzipierte, jedoch erst 1897 instrumentierte Klavierkonzert ist Skrjabins einziges Solokonzert und auch dessen erste Orchesterkomposition, sieht man von einem gleichfalls 1896 begonnenen, aber nicht zu Ende geführten Sinfonischen Allegro (ohne Opuszahl) ab. Am 31. Mai 1897 bestätigte der Verleger und Mäzen Mitrofan Beljajew dem Komponisten brieflich, dass er das Konzert in seinem Verlag drucken würde, verbunden mit einem Honorar von 600 Rubel. Nikolai Rimski-Korssakow kritisierte nach Durchsicht des Manuskripts Schwächen in der Instrumentation, nahm allerdings nur wenige Korrekturen vor.

## Besetzung und Spieldauer
Die Partitur sieht neben dem solistischen Klavier folgende Besetzung vor: Piccoloflöte, 2 Flöten, 2 Oboen, 2 Klarinetten, 2 Fagotte, 4 Hörner, 2 Trompeten, 3 Posaunen, Pauken und Streicher.
Die Aufführungsdauer beträgt etwa 27 bis 28 Minuten.

## Charakterisierung und Satzfolge
Das eher lyrisch-poetisch als dramatisch angelegte Werk stellt hohe pianistische Ansprüche und ist in der Instrumentierung durch Chopins Klavierkonzerte beeinflusst, das Orchester jedoch stärker in die Entwicklung involviert und mit dem Solopart verzahnt als in den Konzerten Chopins. Ein zyklischer Zusammenhang wird durch eine bereits in der Eröffnung des 1. Satzes erscheinende absteigende Dreitonfolge (e-d-cis) hergestellt, die auch in den Folgesätzen (teils transponiert) erscheint. Das klar in der Tonalität verankerte Klavierkonzert lässt die atonalen Akkordkomplexe in Skrjabins späteren Werken noch nicht erahnen.
- I (Allegro): Nach einer nur kurzen, vom Horn intonierten Orchestereinleitung erklingt im Klavier „wie improvisierend“ das Hauptthema. Der Satz folgt der Sonatensatzform.

- II (Andante): Ein liedhaftes, von den gedämpften Streichern vorgetragenes Fis-Dur-Thema wird durch fünf Variationen geführt, wobei die letzte eine verkürzte Wiederholung der ersten ist. Die dritte Variation („wie aus einem unterirdischen Abgrund“) erinnert an einen Trauermarsch.

- III (Allegro moderato): Das Hauptthema im Klavier („Jede Note sehr markiert, wie eine Trompete“) des als Sonatenrondo angelegten Satzes gemahnt in seinem aufstrebenden Gestus bereits an die charakteristische Art thematischer Bildungen im späteren Werk Skrjabins. In der Coda wird das Hauptthema des 1. Satzes wieder aufgegriffen.

## Uraufführung und Rezeption
Die Uraufführung des Klavierkonzertes fand am 11. Oktober 1897 in Odessa bei einer Konzertveranstaltung der dortigen Sektion der Russischen Musikgesellschaft unter Leitung von Wassili Safonow statt, Solist war der Komponist selbst. Der Uraufführungsdirigent nannte das Klavierkonzert in einem Brief an die Direktion „hervorragend“, auch der anfangs kritische Rimski-Korssakow dirigierte es in den folgenden Jahren mehrfach und erfolgreich. Auch Skrjabin spielte in späteren Jahren wiederholt den Solopart, so 1910 zehnmal auf einer Konzertreise entlang der Wolga.
1898 erschien das Werk im Musikverlag M. P. Belaieff als Partitur und in einer Fassung für zwei Klaviere, die seine erste Frau, die Pianistin Wera Iwanowna Issakowitsch (Eheschließung 1897) erstellt und Skrjabin überarbeitet hatte.
Das Klavierkonzert Skrjabins erklingt vergleichsweise selten im Konzertsaal, es liegt jedoch in einer Reihe von Einspielungen vor, darunter mit Pianisten wie Wladimir Aschkenasi, Michael Ponti, Gerhard Oppitz, Anatol Ugorski oder Daniil Trifonov.